# Жуков, Константин Иванович
Константин Иванович Жуков (1917-1944) — советский танкист, участник Великой Отечественной войны. Старшина Рабоче-крестьянской Красной Армии, Герой Советского Союза (1945).

## Биография
Константин Жуков родился в 1917 году в селе Большая Уваровщина (ныне — Кирсановский район Тамбовской области). В 1937 году после окончания семи классов школы работал токарем на Кирсановском литейно-механическом заводе (ныне — Кирсановский механический завод). В ноябре 1938 года Жуков был призван на службу в Рабоче-крестьянскую Красную Армию. Окончил школу механиков-водителей танков. Участвовал в польском походе, советско-финской войне. Демобилизовавшись, жил в Москве, работал на заводе. В начале Великой Отечественной войны добровольно пошёл на службу в армию и был направлен на фронт. Принимал участие в боях на Западном и 1-м Прибалтийском фронтах. Участвовал в боях в Смоленской области. К августу 1944 года старшина Константин Жуков был механиком-водителем танка «Т-34» 2-го танкового батальона 202-й танковой Сивашской Краснознамённой бригады 19-го танкового корпуса 51-й армии 1-го Прибалтийского фронта. Участвовал в сражениях на территории Латвийской ССР.
22 августа 1944 года в районе мызы Букайши Добельского района экипаж Жукова скрытно приблизился к немецким позициям на расстояние ста метров и открыл огонь по противнику. Во время стрельбы Жуков умело маневрировал, благодаря чему танк длительное время избегал повреждений. В том бою экипаж Жукова подбил четыре немецких танка, уничтожил 5 орудий и около взвода немецкой пехоты. В том бою Жуков погиб. Первоначально похоронен в районе Букайшинской сельской школы, после войны перезахоронен в братской могиле на станции Крустпилс (ныне — в черте Екабпилса).
Указом Президиума Верховного Совета СССР от 24 марта 1945 года за «образцовое выполнение заданий командования на фронте борьбы с немецкими захватчиками и проявленные при этом отвагу и геройство» старшина Константин Жуков посмертно был удостоен высокого звания Героя Советского Союза. Также был награждён орденом Ленина и медалью «За отвагу».

## Память
В 1964 году в честь Жукова названа средняя школа в его родном селе.

Мемориальная доска на средней школе села Большая Уваровщина.
Мемориал у школы с именами погибших односельчан.
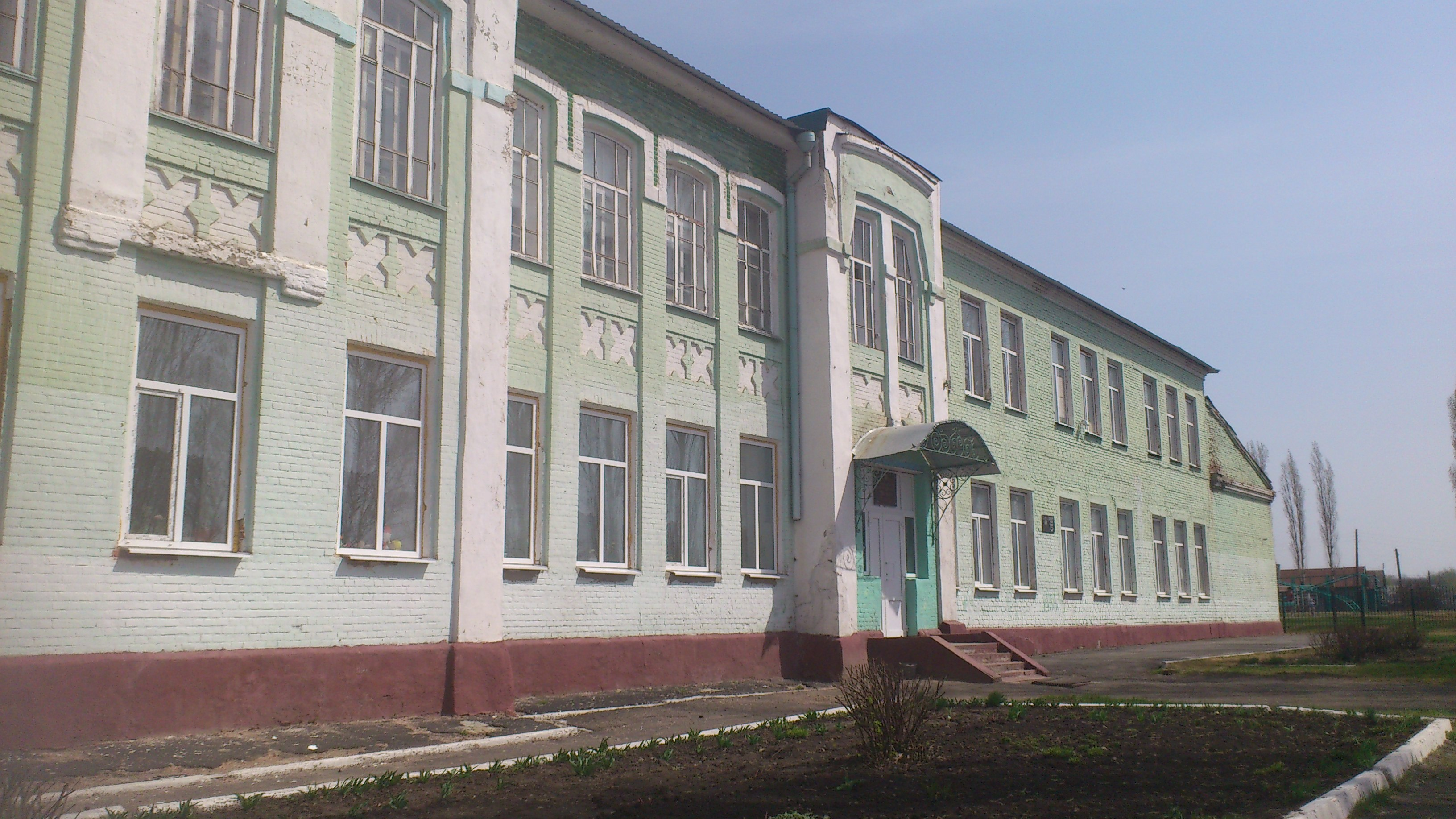
Уваровщинская средняя школа имени Героя Советского Союза К. И. Жукова.